# Osservazione di Urano
Tra il 1995 ed il 2006 la magnitudine apparente di Urano è variata fluttuando tra +5,5 e +6,0, ponendolo giusto al di sopra del limite per la visibilità ad occhio nudo, intorno +6,5. All'opposizione, è visibile come una debole stella quando il cielo è scuro e può essere osservato anche in ambiente urbano usando un binocolo. Dalla terra ha un diametro compreso tra 3,4 e 3,7 arcosecondi; per confronto i diametri apparenti di Giove e Saturno sono compresi rispettivamente tra 32 e 45 e tra 16 e 20 arcosecondi. Con un telescopio a 100 ingrandimenti si riesce ad intravedere la forma di un disco, fino ad arrivare a 500× dove raggiunge le dimensioni angolari della Luna. Anche usando grossi telescopi non può essere visto nessun dettaglio del suo disco. In ogni modo studi all'infrarosso della sua atmosfera mediante l'utilizzo di ottiche adattive e del Telescopio spaziale Hubble hanno riportato dati interessanti nei vari anni dopo il passaggio della sonda Voyager 2; per esempio sono state riprese immagini delle nubi di Urano.

## Storia

### Le prime osservazioni e la scoperta del pianeta

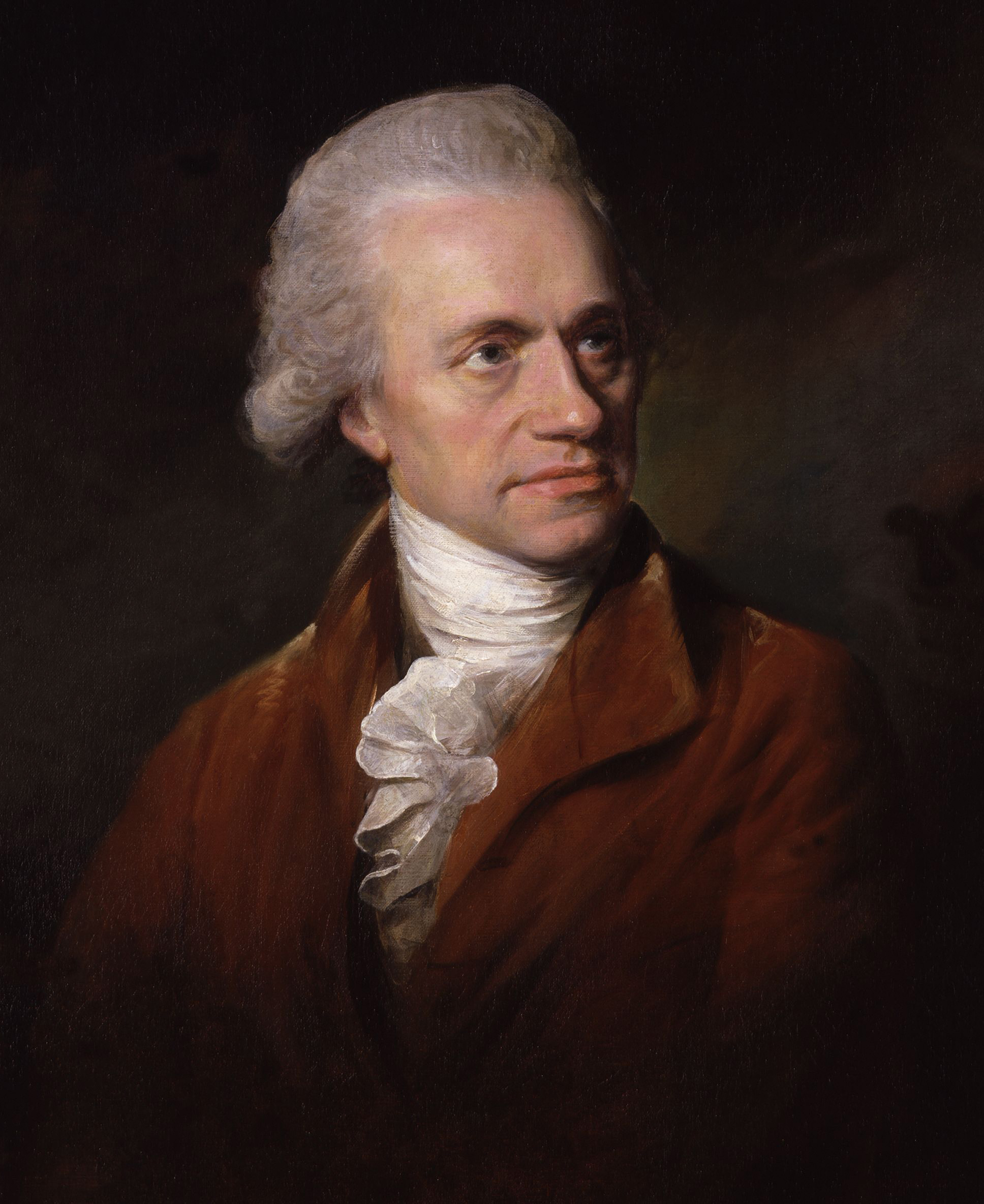
William Herschel

Sebbene visibile ad occhio nudo, Urano era sconosciuto agli Antichi. Il suo movimento lento, rispetto a quello degli altri pianeti allora noti, e la fioca luminosità lo fecero confondere tra le innumerevoli stelle osservabili in un cielo notturno non afflitto da alcuna forma di inquinamento.
Prima che fosse identificata la sua natura planetaria, Urano era stato osservato in più occasioni anche da astronomi professionisti, ma veniva generalmente scambiato per una stella. Le prime registrazioni astronomiche risalgono al 1690: John Flamsteed annotò sei volte la posizione di Urano e lo incluse nel suo catalogo stellare col nome di 34 Tauri. James Bradley la osservò nel 1748, 1750 e 1753; Tobias Mayer nel 1756. L'astronomo francese Pierre Charles Le Monnier la osservò dodici volte tra il 1750 e il 1769, quattro volte nel 1750, due nel 1768, sei nel 1769 e una nel 1771. Egli fu una vittima del suo stesso disordine: una delle sue osservazioni fu trovata consegnata su una carta da pacchi usata per conservare la polvere per capelli.
William Herschel, durante una campagna osservativa volta a stimare la parallasse delle stelle fisse, scoprì il pianeta il 13 marzo 1781 per mezzo di un telescopio riflettore autocostruito, che possedeva uno specchio principale del diamentro di 157 mm e lo osservò ad un ingrandimento di 227×, ma inizialmente notificò di aver scoperto una cometa (il 26 aprile 1781).
Herschel annotò sul suo diario: "nel quartile vicino ζ Tauri ... o [una] stella nebulosa o forse una cometa". Il 17 marzo aggiunse: "Ho cercato per la cometa o stella nebulosa ed ho trovato che è una cometa, perché ha cambiato posizione". Quando presentò la scoperta alla Royal Society continuò ad asserire di aver trovato una cometa sebbene la paragonasse implicitamente anche ad un pianeta:

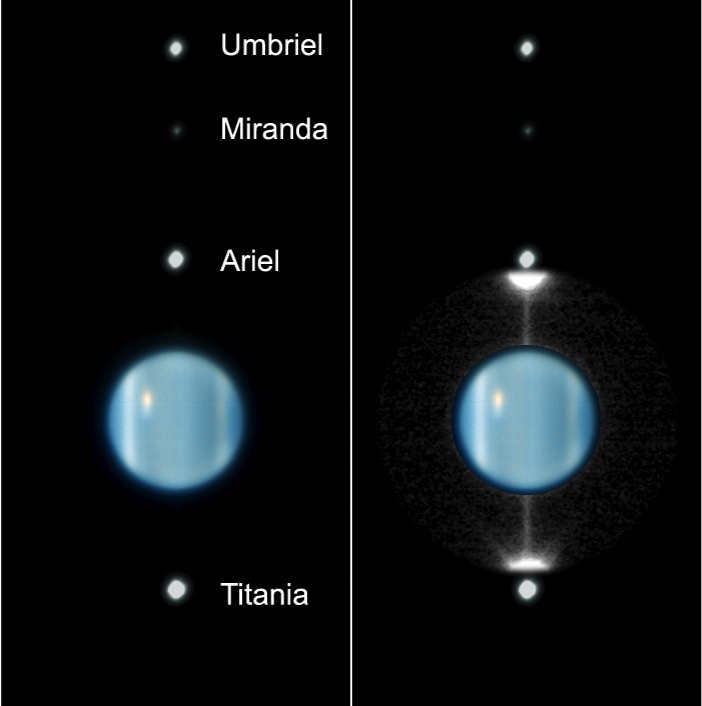
Urano ripreso dal Very Large Telescope dell'ESO

Herschel notificò la sua scoperta all'Astronomo Reale, Nevil Maskelyne, ed il 23 aprile ricevette questa risposta: "Non so come chiamarlo. È tanto probabile che sia un pianeta regolare che si muove su un'orbita quasi circolare intorno al Sole quanto una cometa che si muove un'ellisse di grande eccentricità. Non sono ancora riuscito ad osservare alcuna sua chioma o coda".
Mentre Herschel continuava a descrivere la sua scoperta come una cometa, altri astronomi avevano iniziato a sospettare altrimenti. L'astronomo russo Anders Johan Lexell stimò per il nuovo oggetto una distanza pari a 18 volte la distanza del Sole dalla Terra, e nessun'altra cometa era stata fino ad allora osservata con perielio superiore a quattro volte la distanza Terra-Sole. L'astronomo berlinese Johann Elert Bode descrisse la scoperta di Herschel come "una stella mobile che può essere ritenuta un oggetto simile ad un pianeta finora sconosciuto orbitante al di là dell'orbita di Saturno." Bode concluse che la sua orbita quasi circolare era più quella di un pianeta che di una cometa.
L'oggetto fu presto universalmente accettato come un nuovo pianeta. Nel 1783, lo stesso Herschel riconobbe il fatto in una lettera al presidente della Royal Society Joseph Banks: "Dalle osservazioni dei più eminenti astronomi in Europa appare che la nuova stella, che ho avuto l'onore di porre alla loro attenzione nel marzo 1781, è un Pianeta Primario del nostro Sistema Solare."
 In riconoscimento di questo successo, il re Giorgio III conferì ad Herschel uno stipendio annuale di £200 con la condizione di trasferirsi a Windsor per permettere alla Famiglia Reale di guardare attraverso il suo telescopio.

### La scoperta delle lune e degli anelli

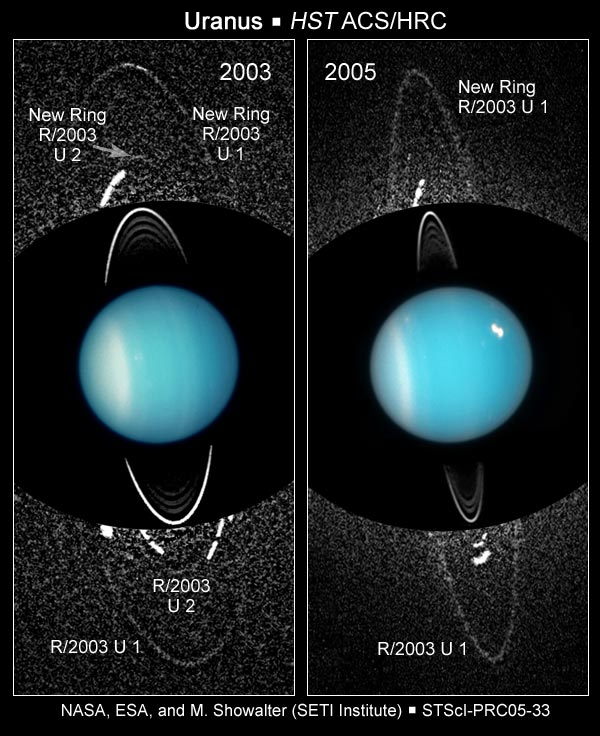
Urano ripreso dal Telescopio spaziale Hubble nel visibile

L'11 gennaio 1787, lo stesso Herschel scoprì due lune di Urano: Titania ed Oberon. Per circa cinquant'anni lo strumento di Herschel fu l'unico in grado di osservarle. Al riguardo c'è da dire che Herschel segnalò la scoperta di altri 4 satelliti, - con periodi siderali di 5,89 giorni (interno a Titania), 10,96 giorni (tra Titania ed Oberon), 38,08 e 107,69 giorni (esterni ad Oberon) - le cui caratteristiche orbitali però non corrispondono a quelle dei satelliti successivamente scoperti. La smentita di queste asserzioni giunse nel 1851 quando William Lassell scoprì Ariel ed Umbriel e non trovò traccia delle quattro lune spurie indicate da Herschel. Non ci furono altre scoperte per quasi un secolo, finché nel 1948 Gerard Kuiper scoprì la più piccola e l'ultima delle cinque grandi lune sferiche di Urano, Miranda.
Nel 1789 Herschel descrisse inoltre un possibile anello intorno ad Urano. L'osservazione è considerata generalmente dubbia perché gli anelli di Urano sono fiochi e non sono stati osservati da nessun altro astronomo nei due secoli seguenti. Tuttavia, Herschel riportò una descrizione accurata dell'anello ε, ne indicò le dimensioni, il suo angolo relativamente alla Terra, il colore rosso ed i suoi cambiamenti, nel procedere di Urano sulla sua orbita attorno al Sole.
Nel 1924 Antoniadi, sfruttando il fatto che la Terra si trovasse sul piano equatoriale di Urano, eseguì una campagna osservativa del pianeta. Riportò di aver osservato un disco giallastro, con del verde-bluastro in esso; delle calotte polari grigiastre e due fievoli cinture di polvere in prossimità del piano equatoriale. Concluse però di essersi sbagliato e che fossero dovute a cattive condizioni osservative.
Il sistema di anelli fu definitivamente scoperto il 10 marzo 1977 da James L. Elliot, Edward W. Dunham e Douglas J. Mink in modo inatteso. I tre ricercatori avevano programmato delle osservazioni dell'occultazione della stella SAO 158687 da parte di Urano con lo scopo di studiare l'atmosfera del pianeta. Tuttavia, quando analizzarono i dati, trovarono che la stella era rapidamente scomparsa per cinque volte prima e dopo l'occultazione vera e propria da parte del pianeta. Conclusero quindi che dovesse esserci un sistema di anelli attorno ad Urano. Successivamente individuarono altri quattro anelli., ma perché fosse possibile osservare direttamente gli anelli è stato necessario il sorvolo del pianeta della Voyager 2 nel 1986 ed il lancio del Telescopio spaziale Hubble.

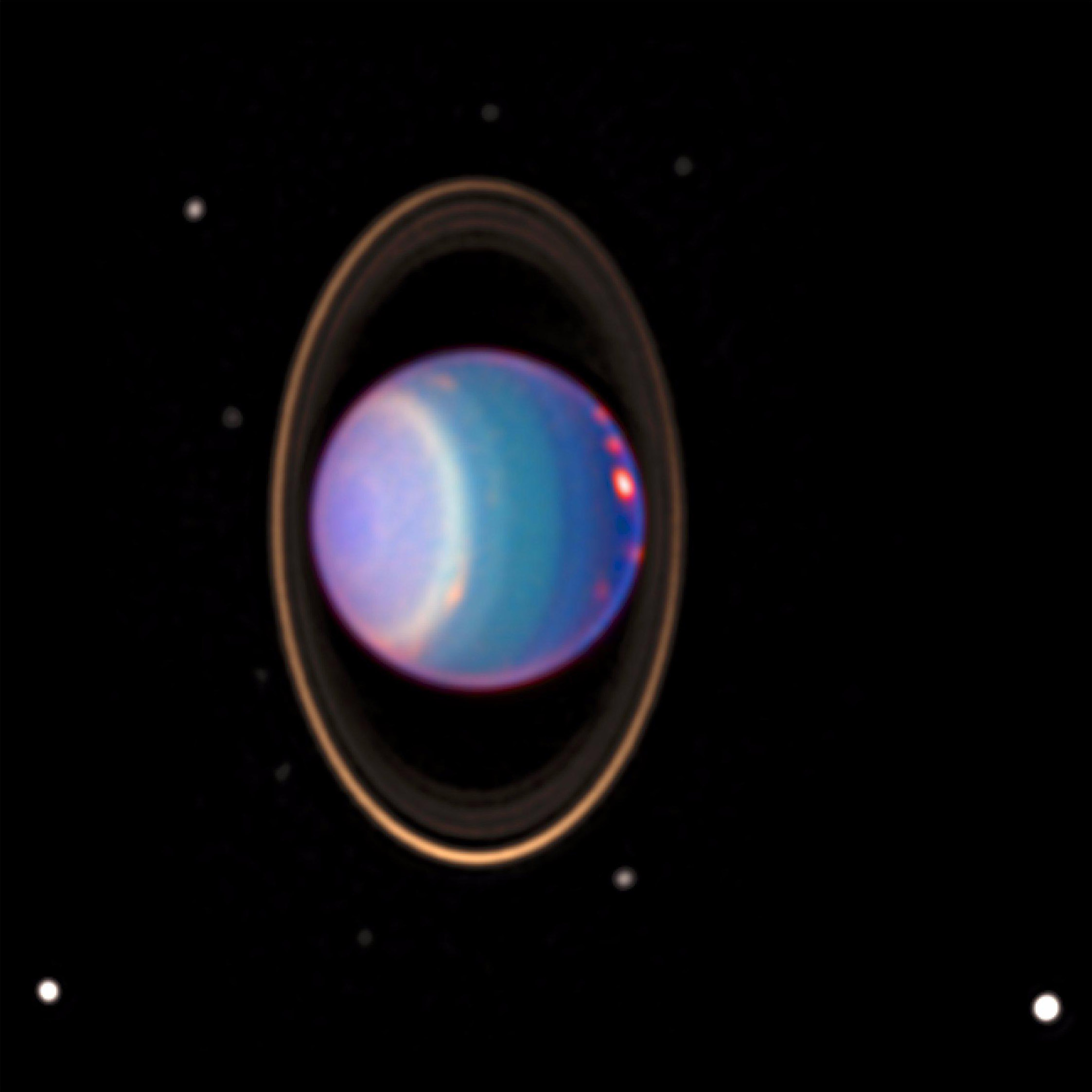
Urano ripreso dal Telescopio spaziale Hubble in colori alterati per esaltare le caratteristiche atmosferiche

### Il sorvolo della Voyager 2
Nel 1986 la sonda Voyager 2 visitò il pianeta ma le prime analisi fatte furono un'enorme delusione: non veniva riscontrata la presenza di fasce parallele né di nubi, al contrario di come era stato osservato dalla Terra; l'atmosfera di un colore azzurro-verde era uniforme e priva completamente di dettagli. Fu solo grazie ad un trattamento delle immagini che apparvero sia le nubi che le altre formazioni.
Con la tecnica dei falsi colori furono rilevate disposizioni nuvolose a 27° dall'equatore che ruotavano con un periodo di 16,9 ore, ed altre ancora a 13° dal polo con un periodo di 16 ore. Si rilevò inoltre una percentuale di elio del 12% al contrario del 40% stimato da terra ed una temperatura alla sommità delle nubi di -220 °C. Si è misurato un campo magnetico 50 volte superiore a quello terrestre ed il polo magnetico spostato di 8000 km dal polo opposto al Sole. Il pianeta irradia la stessa quantità di calore che riceve dalla sua stella ed il movimento delle nubi risulta simile a quello terrestre, cioè parallelo all'equatore. Il colore verdastro è dovuto all'assorbimento della componente rossa della luce da parte del metano. Si è scoperto uno strato nebbioso dovuto alla presenza di acetilene ed idrocarburi nello strato più denso delle nuvole interne.
La sonda scoprì nuove lune, inviò a Terra le prime immagini degli anelli e scoprì inoltre attività geologica sulle lune maggiori: depositi scuri in fondo a crateri ghiacciati indicavano la presenza di acqua sporca dovuta ad attività vulcanica.

## Osservazione visuale
L'asse di rotazione di Urano è inclinato di 98° rispetto al piano orbitale del pianeta. Osservando dalla Terra, quindi, si susseguono viste delle regioni equatoriali e viste delle regioni polari in alternanza. Nel 1985 dalla Terra era possibile osservare il polo nord del pianeta, nel 2007 l'equatore.
Il pianeta manifesta fluttuazioni nella luminosità, ben documentate, determinate sia da cambiamenti fisici dell'atmosfera del pianeta, sia da considerazioni geometriche e prospettiche. La luminosità di Urano è influenzata dalla sua distanza dal Sole, dalla distanza dalla Terra e dalla particolare vista che offre al nostro pianeta: Urano appare leggermente più grande e più luminoso quando mostra le regioni polari alla Terra. Inoltre è stata individuata una correlazione tra l'attività solare e la luminosità del pianeta: durante i periodi di intensa attività solare, le fluttuazioni nella luminosità del pianeta sono più pronunciate.
L'osservazione dei satelliti del pianeta è difficoltosa. Oberon e Titania possono essere individuati con un telescopio da 8'', in un cielo particolarmente buio. Aperture di 12-14 '' e 16  '' dovrebbero permettere l'individuazione di Ariel ed Umbriel rispettivamente. Miranda può essere osservata solo con grandi telescopi.
L'osservazione degli anelli è estremamente complicata perché la luminosità del disco del pianeta li nasconde quasi completamente alla vista. Solo i più grandi telescopi a Terra ed il Telescopio spaziale Hubble riescono a cogliere due archetti sopra e sotto il pianeta. Gli anelli sono osservabili dalla Terra solo ogni 42 anni. Durante l'equinozio del 2007 è stato possibile osservare anche il primo transito di uno dei satelliti di Urano, nel caso specifico Ariel, sul disco del pianeta.